# Batalla de Moys
La Batalla de Moys fue una batalla librada el 7 de septiembre de 1757 durante la tercera guerra de Silesia en el contexto de la guerra de los Siete Años. Un ejército prusiano de 13 000 hombres luchó contra un ejército austriaco de doble tamaño. Todo el cuerpo prusiano se rindió a los austriacos.
La batalla se libró cerca de Görlitz, en la Alta Lusacia, actual Zgorzelec en Polonia.

## Preparativos
Después de su victoria en la batalla de Kolin el 18 de junio de 1757, los austriacos, comandados por Carlos Alejandro de Lorena, emprendieron la reconquista de Silesia. Un cuerpo prusiano de 13 000 hombres comandado por Hans Karl von Winterfeldt buscaba bloquear el camino a Görlitz, en la frontera de Silesia y Sajonia.
Después de cruzar Sajonia, Frederick hizo campaña en Bohemia y derrotó a los austriacos el 6 de mayo de 1757 en la Batalla de Praga. Al enterarse de que las fuerzas francesas habían invadido el territorio de su aliado en Hannover, Frederick se trasladó al oeste. El 5 de noviembre de 1757 derrotó a la fuerza combinada francesa y austriaca en la Batalla de Rossbach. En su ausencia, los austriacos habían logrado volver a tomar Silesia. El príncipe Carlos había tomado la ciudad de Schweidnitz y se había trasladado a Breslavia en la Baja Silesia.
Unos días después de la Batalla de Gross Jaegersdorf, en lugar de marchar sobre Koenigsburg o hacia el corazón de Prusia. Federico envió a su hermano a su casa pues había caído en desgracia y posteriormente visitó el ejército en Silesia. Se burló varias veces del Príncipe Carlos, casi desafiándolo a enfrentarse con él en el campo de batalla, pero Carlos era un hombre prudente. Finalmente, Frederick regresó a Sajonia, dejando al duque de Bevern al mando de las fuerzas en la región de Lausitz. El deber de Bevern era bloquear cualquier avance austriaco sobre Sajonia; también dejó a Hans Karl von Winterfelt para ayudarlo. Frederick realmente confiaba más en Winterfeldt pero el duque envejecía y Winterfeldt tenía la confianza del rey; Bevern tenía como subordinado la asistencia de un poderoso favorito real.
Bevern se sintió avergonzado y Winterfeldt se sintió irritado por las restricciones impuestas. Bevern se alarmó por la falta de suministros y se retiró a Goerlitz y dejó el cuerpo de ejército de Winterfeldt en el lado opuesto del Neisse, cerca de Moys.
El día antes de la batalla, el Príncipe Carlos envió a Hadasty a la orilla derecha del río, casi en Moys, con instrucciones de tomar la colina de Jaekelsberg al día siguiente. Él tenía 15 000 hombres y muy posiblemente unos 20 000, y artillería.

## La batalla
El 7 de septiembre, Winterfeldt se ausentó de sus tropas, ya sea en consulta con Bevern o escoltando un convoy de comida desde Bautzen. Zieten comandó el ala izquierda.[6] Winterfeldt tenía 2000 granaderos estacionados en la cima de la loma, la artillería de Nasti comenzó una línea de fuego y luego envió 1000 croatas y algunos regulares, unas 40 compañías en tres líneas, colina arriba.
El 7 de septiembre de 1757 un cuerpo austriaco de más de 20 000 hombres con 24 armas pesadas, comandado por el general Franz Leopold von Nádasdy , atacó las líneas prusianas cerca del pueblo de Moys, a un kilómetro de Görlitz. Los prusianos, con un ejército mucho menor, estaban rodeados y tuvieron que capitular; su general Winterfeldt, gravemente herido, murió al día siguiente.

## Consecuencias
Mientras regresaba a Silesia, Federico se enteró de la caída de Breslavia el 22 de noviembre. Él y sus 22 000 hombres cubrieron 274 km en 12 días y en Liegnitz se unieron a las tropas prusianas que sobrevivieron a los combates en Breslavia. El ejército aumentó en aproximadamente 33 000 hombres con unos 167 cañones. Llegó cerca de Leuthen, ahora Lutynia, en Polonia, a 27 km al oeste de Breslau, para encontrar a 66 000 austriacos en posición.
En las semanas siguientes los ejércitos austriacos con un total de 90 000 hombres, echaron a los prusianos de Silesia. El 12 de noviembre de 1757 tomaron la fortaleza de Schweidnitz en Świdnica y el 22 de noviembre ganaron la batalla de Breslavia. Prusia estuvo en aquellos momentos en una situación crítica de la cual salió en la batalla de Leuthen en diciembre.